# 491 Carina
Carina (asteroide 491) é um asteroide da cintura principal com um diâmetro de 97,29 quilómetros, a 2,9026291 UA. Possui uma excentricidade de 0,0897389 e um período orbital de 2 079,83 dias (5,7 anos).
Carina tem uma velocidade orbital média de 16,67938244 km/s e uma inclinação de 18,88415º.
Esse asteroide foi descoberto em 3 de Setembro de 1902 por Max Wolf.